# 俄罗斯石油
俄罗斯石油公司（俄語：Росне́фть，羅馬化：Rosneft'，發音：[ˌrosˈnʲeftʲ]），是俄罗斯一家综合能源公司，总部位于俄罗斯首都莫斯科，专门从事勘探，开采，生产，提炼，运输，运输。该公司由俄罗斯政府通过Rosneftegaz控股公司控制。根据《Expert》杂志的数据，2012年该公司在俄罗斯公司中营业额排名第三，2014年位列世界500强公司第46位。2012年底公司员工數17万。

## 历史
1990年代
1991年，在解散的苏联石油天然气工业部基础上成立了国家石油公司“ROSNEFTGAS”。
1993年，改为ROSNEFT。
1995年，ROSNEFT实行股份制。
1990年代，从ROSNEFT中分离出：
1994-VNK,ONAKO和SIDANKO
1995-TNK,SIBNEFT
1997-克拉斯诺达尔和莫斯科的NPZ
1995-1997年间，SIDANKO和ROSNEFT争夺PURNEFTGAZ，由于1997年公司计划私有化，PURNEFTGAZ留在ROSNEFT中。
总理Е.М.普里马科夫主政期间，曾计划将ONAKO和SIDANKO合并到ROSNEFT并在此基础上成立国家石油集团。
2000年代
2000年代开始，公司的主要任务是加强资产管理，减少负债，取得东西伯利亚矿权。来自国家高层领导的支持成为提升国家石油公司在俄罗斯石油领域地位的决定性因素。
2002年公司收回了1997年丢失的“克拉斯诺达尔油气”
2003年收购“北方石油”。
2007年公司第一次进入巴伦周刊的世界一百家最受尊敬的公司榜单，位列99名。
2016年12月9日，俄羅斯政府以105億歐元（113億美元）的價格出售俄羅斯國營石油公司19.5%的股份給嘉能可及卡達主權基金，二者將各自擁有Rosneft9.75%的股權。
2017年8月21日，俄罗斯石油牵头的一个财团以129亿美元完成收购印度私人炼油商爱萨石油]]公司（Essar Oil），俄罗斯石油公司将持有爱萨公司49%的股份，其他两家投资者欧洲交易商Trafigura和俄罗斯基金UCP将持有另外49%的股份。
2017年9月8日，華信能源以90億美元(702億港元)收購嘉能可和卡達主權基金所持有的俄羅斯石油公司15.02亿股约占14.16％的股份，交易後，華信將成為俄羅斯石油第三大股東，僅次於俄羅斯政府的51%與英國石油的19.75%。
2018年5月6日，嘉能可和其卡塔爾主權基金（QIA）組成的財團已經放棄以91億美元向中國華信出售俄羅斯石油Rosneft的14.16%股權。
2019年10月，俄罗斯石油公司表示，该公司的出口合約中結算的貨幣將不再使用美元，而改以使用欧元。
2024年8月23日，美国宣布扩大针对俄罗斯入侵乌克兰的制裁措施，涵盖约400个与俄罗斯燃料、能源、冶金行业、金融行业以及军民两用商品供应相关的实体，俄罗斯石油公司被列入制裁名单。

## 另見
- 各国石油产量列表
- 各国石油出口量列表
- 各国天然气出口量列表

## 延伸閱讀
- Stuart D. Goldman (2006) CRS Report for Congress（页面存档备份，存于）
- Bernard A. Gelb (2006) Russian Oil and Gas Challenges（页面存档备份，存于）
- Energy Information Administration (EIA). Russia Country Analysis Brief,
- TNK-BP. Kovykta Project Viewed 28 December 2005
- Mevlut Katik (2003)Blue Stream's Pipeline's Future in Doubt Amid Russian Turkish Pricing Dispute
- Yukos Receives Bill for Nearly $1 billion in Back Taxes October 2004
- Gazprom to acquire Yuganskneftegaz buyer December 2004
- Rosnef Magazine 2006
- Shamil Yenikeyeff (2011) "BP, Russian billionaires, and the Kremlin: a Power Triangle that never was"（页面存档备份，存于）

## 外部連結
- 官方网站 （俄文） （英文）
- Rosneft Oil production, refining, reserves and capex by division, segment and period (Grmike, wikinvest)（页面存档备份，存于）
- http://biz.yahoo.com/ic/55/55399.html（页面存档备份，存于）
- Rosneft Oil analytics information
- Rosneft ecosystem in Russia (2013)（页面存档备份，存于）